# تراموا مالمو
تراموا مالمو (انگلیسی: Trams in Malmö) سیستم تراموا در شهر مالمو، سوئد است.
این تراموا که در سال ۱۸۸۷ تأسیس شده دارای ۱ خط، ۶ ایستگاه و ۲ کیلومتر طول می‌باشد.

## نگارخانه

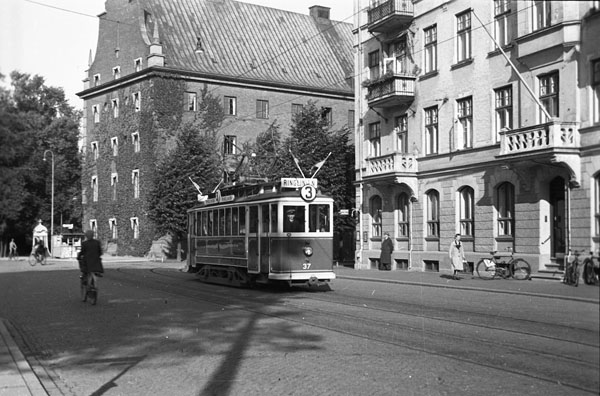
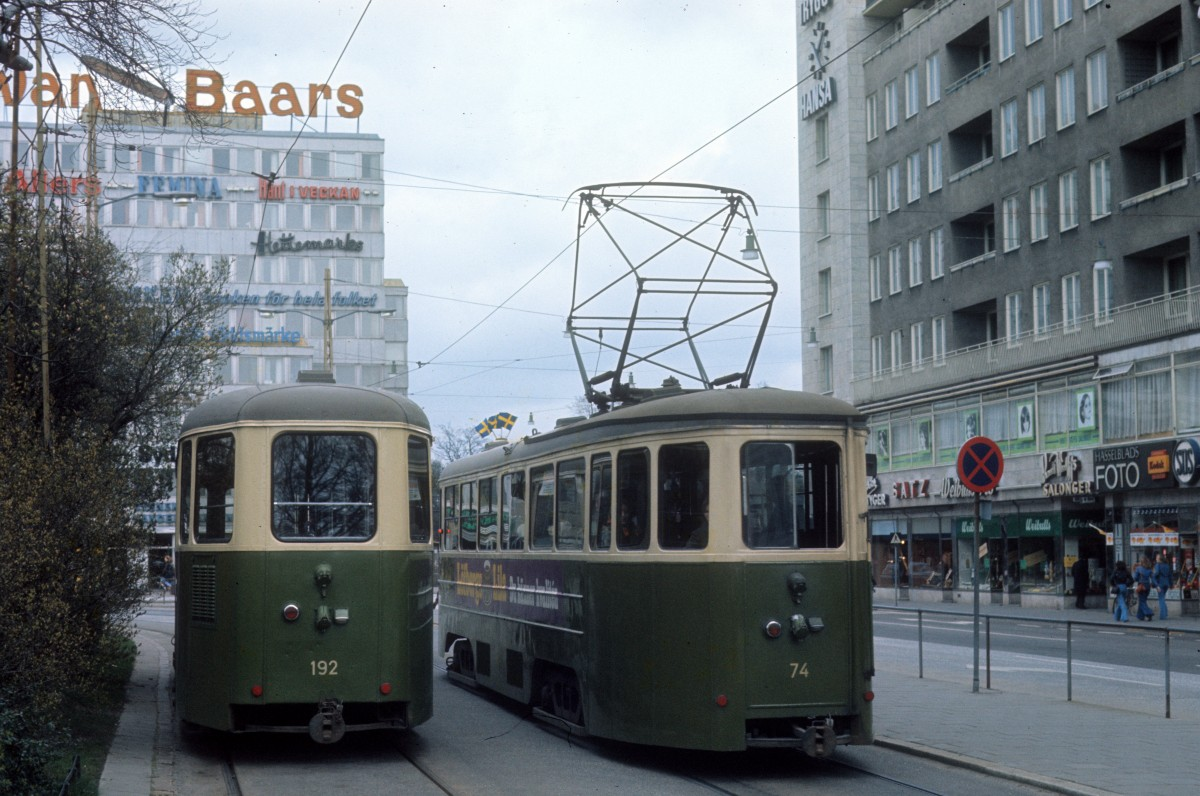
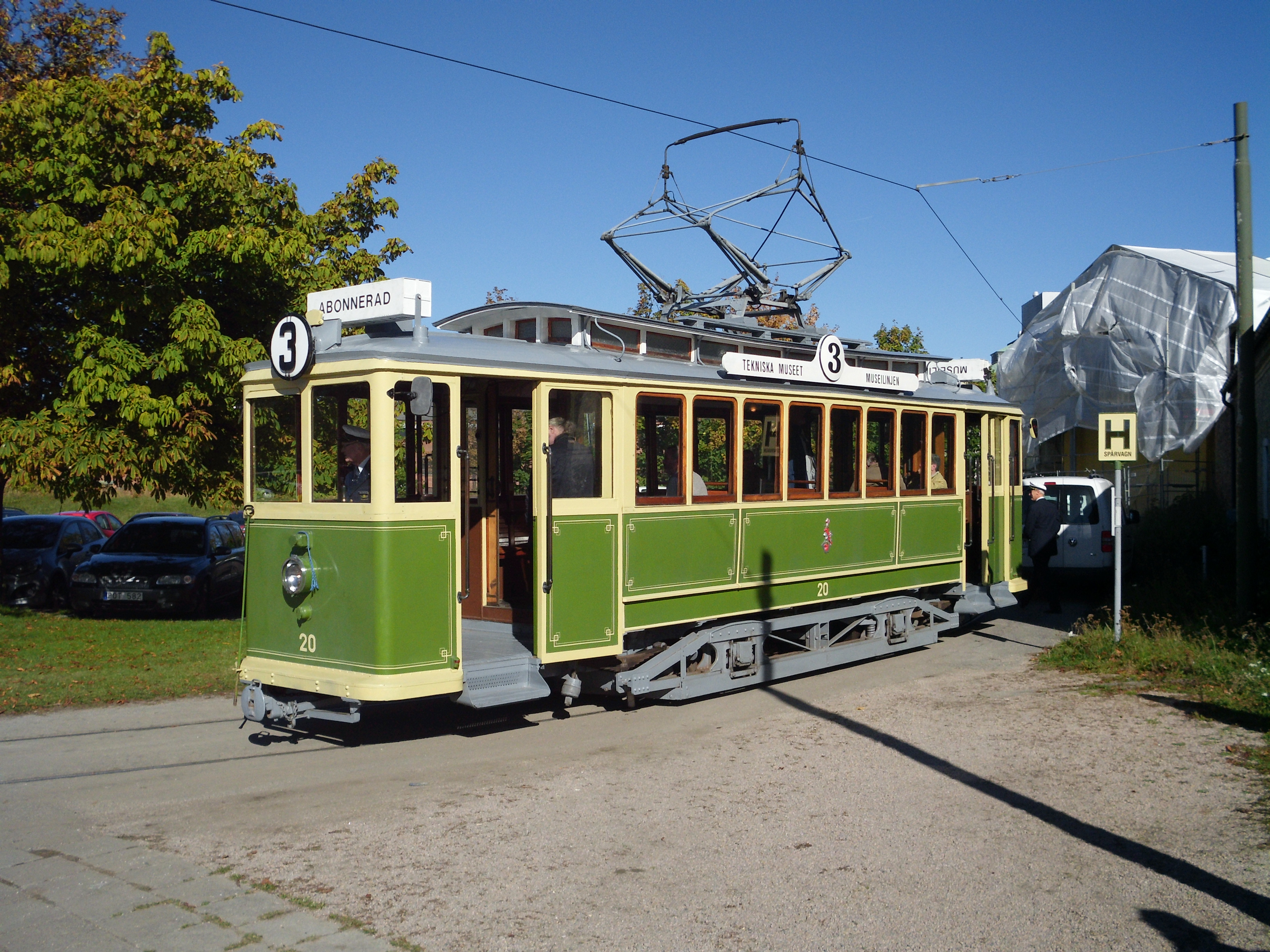
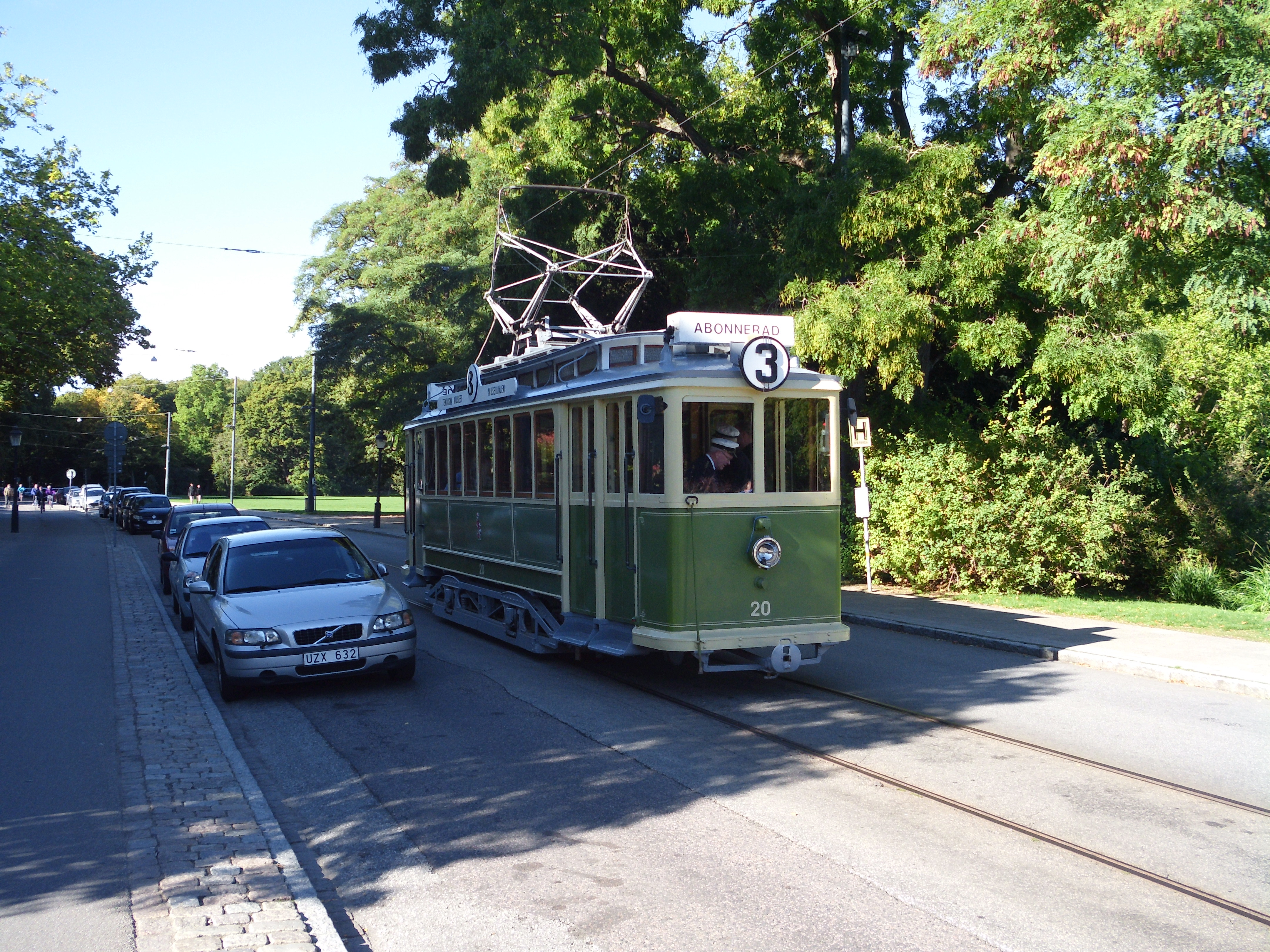